# Mirocice (Kołobrzeg)
Mirocice (deutsch Bullenwinkel) ist eine Ortswüstung in der Woiwodschaft Westpommern in Polen. Bullenwinkel bildete bis 1945 eine Landgemeinde im Landkreis Kolberg-Körlin der preußischen Provinz Pommern. Heute liegt der Ort wüst im Stadtgebiet von Kołobrzeg (Kolberg).

## Geographische Lage
Die Wüstung liegt in Hinterpommern, etwa 110 Kilometer nordöstlich von Stettin und etwa 3 Kilometer südöstlich der Stadtmitte von Kolberg.

## Geschichte
Der Ortsname „Bullenwinkel“ dürfte ursprünglich eine Flurbezeichnung gewesen sein, möglicherweise bezeichnete er eine Wiese in einem Winkel des Kolberger Stadtwaldes. Erstmals wird der „angellus Bullenwinkel“ im Jahre 1400 als Besitz eines Hinze Platen erwähnt. Überliefert ist auch die niederdeutsche Namensform „Bullenwische“. Im Jahre 1527 wohnte ein Lucas von Damitz (siehe die uradlige pommersche Familie Damitz) auf dem Bullenwinkel. Später gelangte Bullenwinkel in den Besitz der Stadt Kolberg; um 1600 gehörte Bullenwinkel bereits teilweise der Stadt, weitere Erwerbe folgten 1645 und 1651. Die Stadtkämmerei legte in Bullenwinkel ein Ackerwerk an.
Auf der Großen Lubinschen Karte des Herzogtums Pommern von 1618 ist „Bullenwinkel“ eingetragen.
Während des Siebenjährigen Krieges wurde Bullenwinkel bei der Belagerung von Kolberg in den Jahren 1760 und 1761 durch russische Truppen zerstört. Nach dem Krieg stellte die Stadtkämmerei aufgrund einer Kabinettsorder von König Friedrich dem Großen das Ackerwerk nicht wieder her, sondern richtete fünf Bauernhöfe ein. Die Namen von vier der ersten Bauern, die aus dem Königreich Polen angeworben wurden, sind überliefert: Martin Griep, Michael Wille und Johann Macher aus Stisefki und Johann Mandel aus Wodschawe. Die fünf Bauernhöfe wurden um den Dorfteich herum angelegt. In Ludwig Wilhelm Brüggemanns Ausführlicher Beschreibung des Herzogtums Vor- und Hinterpommern (1784) ist Bullenwinkel unter den Kolberger Stadteigentumsdörfern aufgeführt. Damals gab es hier die fünf neuangelegten Bauernhöfe und insgesamt 12 Haushalte („Feuerstellen“), unter denen einige Försterwohnungen waren.
Bei der Belagerung Kolbergs 1807 wurde Bullenwinkel weitgehend zerstört; nur die Häuser von zwei Einwohnern blieben verschont. 1859 wurde am Dorfrand die Bahnlinie Belgard–Kolberg der Berlin-Stettiner Eisenbahn-Gesellschaft eröffnet. Bullenwinkel erhielt jedoch keine Eisenbahnstation.
Die Landgemeinde Bullenwinkel lag bis 1872 im Kreis Fürstenthum und kam mit dessen Aufteilung zum Kreis Kolberg-Körlin. Das Gemeindegebiet umfasste eine Fläche von 183 Hektar.
Bis 1945 gehörte die Landgemeinde Bullenwinkel zum Landkreis Kolberg-Körlin in der preußischen Provinz Pommern. Neben Bullenwinkel wurden keine benannten Wohnplätze geführt.
Gegen Ende des Zweiten Weltkriegs wurde Bullenwinkel im März 1945 im Rahmen der Belagerung von Kolberg durch die Rote Armee eingenommen. 1945 kam Bullenwinkel, wie ganz Hinterpommern, an Polen. Die Bevölkerung war zumeist bereits vor der Roten Armee geflohen, die verbliebenen Einwohner wurden noch 1945 durch polnische Behörden vertrieben und durch Polen ersetzt. Bullenwinkel erhielt den polnischen Ortsnamen „Mirocice“. Der Ort gehörte zeitweise zur Gmina Kołobrzeg (Landgemeinde Kolberg), in der er ein eigenes Schulzenamt bildete. Heute liegt der Ort jedoch wüst; die Ortswüstung liegt heute im Stadtgebiet von Kołobrzeg (Kolberg).

## Entwicklung der Einwohnerzahlen
- 1816: 103 Einwohner[3]
- 1855: 158 Einwohner[3]
- 1885: 179 Einwohner[3]
- 1905: 157 Einwohner[3]
- 1919: 147 Einwohner[3]
- 1933: 128 Einwohner[3]
- 1939: 127 Einwohner[3]
- 1960: 109 Einwohner[4]

## Söhne und Töchter des Ortes
- Otto Müller (1893–1955), deutscher Politiker (SPD), Mitglied des Landtags von Schleswig-Holstein